# Slađana Golić
Slađana Golić (in serbo Слађана Голић?; Banja Luka, 12 febbraio 1960) è un'ex cestista jugoslava.

## Carriera
Con la Jugoslavia ha disputato due edizioni dei Giochi olimpici (Los Angeles 1984, Seul 1988), due dei Campionati mondiali (1983, 1990) e sei dei Campionati europei (1981, 1983, 1985, 1987, 1989, 1991).